# Тамин, Упи Дармаяна
Упи Дармаяна Тамин (индон. Upi Darmayana Tamin; род. 4 февраля 1970, Джакарта) — индонезийская шахматистка, международный мастер среди женщин (1987).

## Биография
В 1996 году победила на чемпионате Азии по шахматам среди женщин. В 2002 году победила на первом этапе международного турнира по шахматам «Anniswati Memorial Cup» в Джакарте.
Представляла сборную Индонезии на крупнейших командных шахматных турнирах:
- в шахматных олимпиадах участвовала пять раз (1986—1988, 1994—1996, 2000);
- в командном чемпионате Азии по шахматам среди женщин участвовала в 1995 году[3].